# Supernova Cosmology Project
Supernova Cosmology Project je jedním ze dvou výzkumných týmů, které na základě pozorování rudého posuvu supernov typu Ia objevily, že rychlost expanze našeho vesmíru se pravděpodobně zrychluje, a proto má kosmologická konstanta zřejmě kladnou hodnotu. V čele projektu stojí Saul Perlmutter z Lawrence Berkeley National Laboratory, dalšími členy jsou astronomové a fyzici z Austrálie, Chile, Francie, Portugalska, Španělska, Švédska, Spojeného království a Spojené států amerických.
Tento objev byl časopisem Science označen za průlom roku 1998. Spolu s High-z Supernova Search Team získal projekt v roce 2007 Gruberovu cenu za kosmologii, a v roce 2015 Fundamental Physics Prize. V roce 2011 obdržel Perlmutter za objev zrychlené expanze vesmíru Nobelovu cenu za fyziku, společně s Adamem Riessem a Brianem P. Schmidtem z High-z týmu.

## Členové projektu
Členové týmu jsou:
- Saul Perlmutter, Lawrence Berkeley National Laboratory
- Gregory Aldering, Lawrence Berkeley National Laboratory
- Brian J. Boyle, Australia Telescope National Facility
- Patricia G. Castrová, Instituto Superior Técnico, Lisbon
- Warrick Couch, Swinburne University of Technology
- Susana Deustua, American Astronomical Society
- Richard Ellis, Kalifornský technologický institut
- Sebastien Fabbro, Instituto Superior Técnico, Lisbon
- Alexej Filippenko, Kalifornská univerzita v Berkeley (později člen High-z Supernova Search Team)
- Andrew Fruchter, Space Telescope Science Institute
- Gerson Goldhaber, Lawrence Berkeley National Laboratory
- Ariel Goobar, University of Stockholm
- Donald Groom, Lawrence Berkeley National Laboratory
- Isobel Hook, Oxfordská univerzita
- Mike Irwin, univerzita v Cambridgi
- Alex Kim, Lawrence Berkeley National Laboratory
- Matthew Kim
- Robert Knop, Vanderbilt University
- Julia C. Lee, Harvardova univerzita
- Chris Lidman, Evropská jižní observatoř
- Thomas Matheson, NOAO Gemini Science Center
- Richard McMahon, univerzita v Cambridgi
- Richard Muller, Kalifornská univerzita v Berkeley
- Heidi Newbergová, Rensselaer Polytechnic Institute
- Peter Nugent, Lawrence Berkeley National Laboratory
- Nelson Nunes, univerzita v Cambridgi
- Reynald Pain, Centre national de la recherche scientifique
- Nino Panagia, Space Telescope Science Institute
- Carlton Pennypacker, Kalifornská univerzita v Berkeley
- Robert Quimby, Texaská univerzita v Austinu
- Pilar Ruiz-Lapuente, University of Barcelona
- Bradley E. Schaefer, Louisiana State University
- Nicholas Walton, univerzita v Cambridgi